# Hôtel du Louvre de Nîmes
L'Hôtel du Louvre de Nîmes est un édifice civil de la ville de Nîmes, dans le département du Gard et la région Languedoc-Roussillon. Il est inscrit monument historique depuis 2011.

## Localisation
L'édifice est situé 2bis, 4 rue Notre-Dame.

## Histoire
L'hôtel, lorsqu'il était la possession d'Evrard Zaouche, a abrité le cinéma Vox ainsi que des appartements dans les étages. Il a été fermé en 2003 puis ravagé par un incendie neuf mois plus tard.
Le bâtiment est aujourd'hui la propriété d'une société privée, la SCCP Square de la Couronne.